# Portlandia frigida
Portlandia frigida är en musselart som först beskrevs av Torell 1859.  Portlandia frigida ingår i släktet Portlandia och familjen Yoldiidae. Inga underarter finns listade i Catalogue of Life.